# Catedral de Nuestra Señora (Viborg)

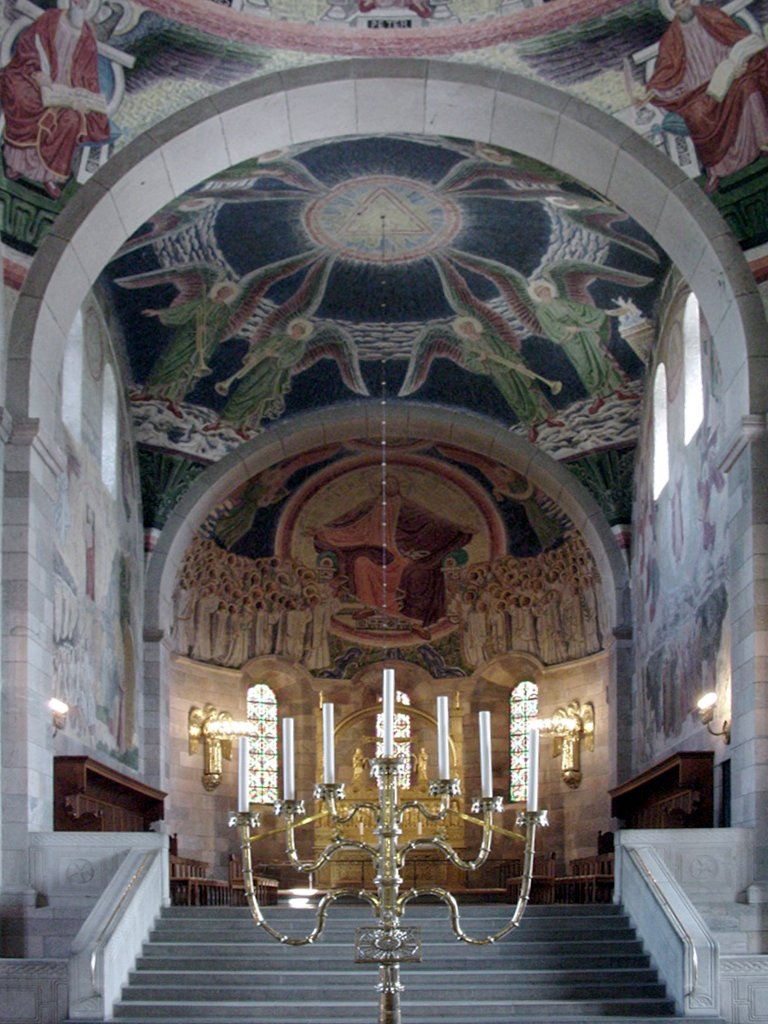
Interior del coro.

La catedral de Viborg (en danés, Viborg Domkirke) es la catedral luterana de la ciudad del mismo nombre. Es una reconstrucción moderna de una catedral románica más antigua y está consagrada a la Virgen María.
Su construcción inició hacia 1130. Originalmente fue erigida en granito y consistía de una nave de siete segmentos, un coro, un transepto y dos torres cuadradas en el occidente, con chapiteles.
Un incendio en la ciudad en 1501 dañó la parte occidental de la catedral y su techo. Dos incendios más, en 1567 y en 1726, terminaron por arruinarla, permaneciendo en pie sólo los muros. La iglesia fue restaurada, pero su fragilidad se mantuvo patente, de modo que en 1863 se derribó y se inició la erección de una nueva. En septiembre de 1876 fue inaugurada la nueva iglesia. Pretendidamente una reconstrucción, la obra recibió varias críticas de quienes la juzgaban una forma modificada de la obra románica original.
En el interior hay frescos de escenas bíblicas, obras de Joakim Skovgaard, quien trabajó en la catedral entre 1901 y 1913.
En la parte central del coro se localiza el sepulcro del rey Erico V de Dinamarca, asesinado en 1286.